# Aphonopelma jungi
Aphonopelma jungi är en spindelart som beskrevs av Smith 1995. Aphonopelma jungi ingår i släktet Aphonopelma och familjen fågelspindlar. Inga underarter finns listade i Catalogue of Life.